# Festival Internacional de Cinema d'Albacete
El Festival Internacional de Cinema d'Albacete Abycine és un certamen cinematogràfic que se celebra anualment a la ciutat espanyola de Albacete. La seva primera edició va arrencar en 1999; té lloc entre els mesos de setembre i octubre amb una durada aproximada d'una setmana.
El festival està especialitzat en cinema independent. Té entre els seus objectius fonamentals la difusió i promoció de pel·lícules i curtmetratges de categoria artística. Un altre dels seus objectius és presentar una selecció de pel·lícules participants que atenguin els nous corrents del cinema jove contemporani internacional, i al fenomen “indie” al cinema espanyol.
Pel festival han desfilat importants figures del cinema nacional i internacional, com per exemple Matt Dillon, Barry Gifford, John Lurie o Carlos Reygadas.

## Història
El Festival Internacional de Cinema d'Albacete Abycine va néixer el 1999, configurant-se com un dels certàmens cinematogràfics més importants de Espanya, on any rere any han anat desfilant per la seva passarel·la les principals figures del cinema espanyol així com algunes estrelles de la cinematografia mundial.
Amb motiu del seu XV aniversari, Abycine va dur a terme una extensió del seu festival a la ciutat d'Oviedo (Astúries), un esdeveniment patrocinat per l'Ajuntament d'Oviedo que es va celebrar en 2014. El Teatro Filarmónica de la capital asturiana va ser la seu oficial del certamen, que va comptar amb l'emissió de les projeccions cinematogràfiques, la presència dels directors premiats, concerts i festes en diferents punts de la ciutat, així com el lliurament del premi Oviedo-Abycine Tierra Astur al millor curtmetratge asturià.

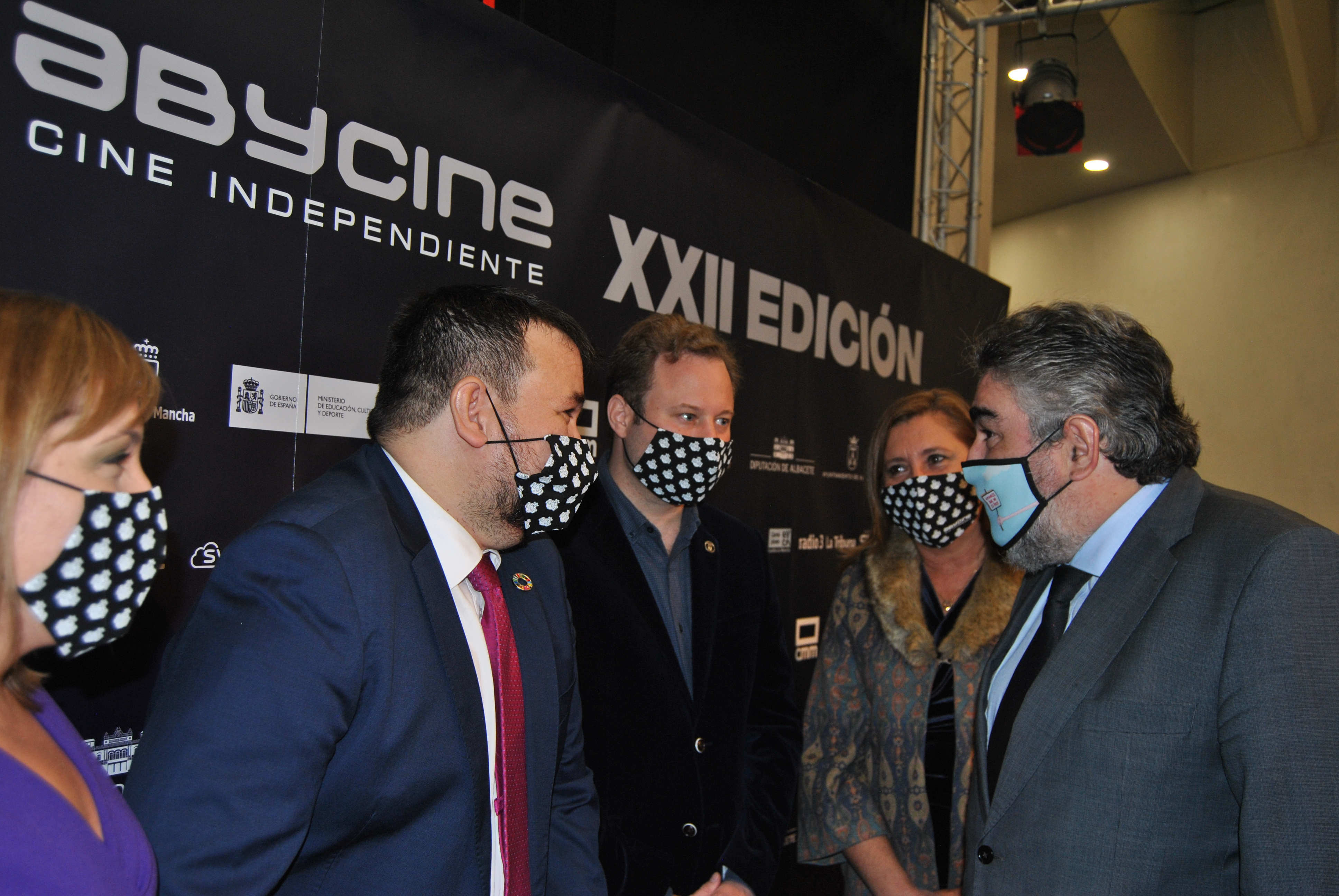
El ministre de Cultura, José Manuel Rodríguez Uribes, a la seva arribada al Teatro Circo de Albacete per a inaugurar la XXII edició del Festival Internacional de Cinema Abycine en 2020

En 2020 va ser inaugurat pel ministre de Cultura, José Manuel Rodríguez Uribes, on va posar en valor el prestigi i reconeixement del festival, que és patrocinat pel Govern d'Espanya.

## Seccions
El festival està constituït per diverses seccions:

### Seccions oficials competitives
- Abycine Internacional: largmetratges de ficció o documental internacionals inèdits comercialment en Espanya.
- Abycine Cortos: Curtmetratges espanyols o en coproducció, o realitzats per un director de nacionalitat espanyola, en qualsevol format cinematogràfic o digital.
- Videocreación Albaceteña: Peces audiovisuals albacetenyes realitzades en qualsevol format cinematogràfic o digital, per autors albaceteños o persones/productores radicades en Albacete..
- Proyectos audiovisuales “Amnistía Internacional-Abycine”: Curtmetratges que versaran sobre l'ampli panorama dels Drets Humans, recollits en la seva Declaració Universal.
- Cortometrajes Deportivos Abycine-Albacete Balompié: Curtmetratges espanyols i internacionals de temàtica exclusivament esportiva i de qualsevol format audiovisual.
- Hecho en Castilla-La Mancha: Curtmetratges i peces audiovisuals de realitzadors i productores castellà-manxegues. Podran concursar també aquelles produccions rodades en el territori castellà–manxec.

### Seccions no competitives
- Abycine Digital-Cine Independiente Español: Aquesta secció reconeix obres de directors espanyols no estrenades comercialment en sales espanyoles que siguin una mostra i testimoniatge del fenomen independent del cinema jove espanyol, recolzant-se sobretot en formats digitals.
- Masterclass Internacional y ciclos retrospectivos: Dedicada a la pedagogia del cinema i impartida per una reconeguda personalitat relacionada amb el món del cinema que, a més, realitzarà una selecció de pel·lícules.
- Laboratorio de Creación Abycine: Plataforma de producció de projectes audiovisuals impulsats pel festival i que conjuminen cinema i música.
- Mi primer Abycine y Abycinitos: Seccions la pedagogia de les quals s'enfoca cap als col·lectius infantils i adolescents per a educar la seva mirada cinematogràficament.

## Premis
A continuació es mostren els principals premis que s'atorguen en el Festival Internacional de Cinema d'Albacete. L'encarregat d'atorgar-los és el jurat oficial del festival, compost de destacades figures internacionals del món del cinema.
- Premio Llaneia al mejor largometraje internacional
- Primer premio al mejor cortometraje español
- Primer premio al mejor cortometraje deportivo
- Premio Hecho en Castilla-La Mancha al mejor trabajo castellano-manchego
- Primer premio a la mejor videocreación albaceteña

## Seus
El festival es desenvolupa en diferents punts i escenaris de la ciutat d'Albacete:
- Teatro Circo de Albacete: Gala d'inauguració
- Recinto Ferial de Albacete
- Cine Capitol: Projeccions
- Vialia Estación de Albacete-Los Llanos - Cines Yelmo: Clausura i projeccions
- Sala Pussy Wagon: Concert de benvinguda
- Sala Swing: Fiesta final
- Sala Sexto Sentido: Concerts